# Benedict Makrai
Benedict Makrai (in latino Benedictus de Macra, in ungherese Makrai Benedek, in polacco Benedykt Makrai; anni 1360 – dopo il 1421) è stato un nobile e diplomatico ungherese.
Al servizio di Sigismondo di Lussemburgo, che durante la sua vita fu re d'Ungheria e in seguito Imperatore del Sacro Romano Impero, Makrai è conosciuto soprattutto per il suo incarico di mediatore della contesa territoriale tra la Polonia-Lituania e i Cavalieri teutonici sul destino della Samogizia e della Masovia negli anni 1412-1413. Il suo ruolo fu reso necessario per chiarire quali sarebbero state le conseguenze della battaglia di Grunwald del 1410, nella quale l'Ordine teutonico aveva riportato una sconfitta. La sua mediazione, tuttavia, non risolse la contesa, acuendo invece le tensioni.

## Biografia
Makrai nacque probabilmente nella seconda metà degli anni 1360. Il suo luogo di nascita non è noto, ma si specula che sia situato nella contea di Szatmár oggi divisa tra la Romania nord-occidentale e l'Ungheria nord-orientale. Proviene dal ramo Gacsalkér della famiglia Szentemágócs come figlio di Blaise. I suoi fratelli erano Sebastian, che servì come ispán della camera del sale (in ungherese sókamaraispán, menzionato in questa carica nel 1397 e nel 1403), e Stephen, il vice-ispán di Baranya sotto Nikolaus di Gara (intorno al 1388).
Dopo essersi istruito in Ungheria, frequentò l'Università Carolina di Praga dove conseguì la laurea in arte nel 1387 e fu esaminatore nel 1388. Si spostò presto alla università di Vienna dove insegnò astronomia, una delle arti del quadrivio classico, basato sullo studioso arabo Alcabizio fino al 1391. Conseguì la licenza di diritto canonico dall'università di Parigi entro l'aprile del 1398 e probabilmente un dottorato poco più avanti. Continuò i suoi studi e ottenne il dottorato in civil law dall'Università degli Studi di Padova nel 1401.

## Ribellione contro Sigismondo
Al suo ritorno nella natia Ungheria, Makrai diventò un professore all'Università di Óbuda, fondata nel 1395. Fu anche coinvolto in una lotta di successione circa il Regno di Ungheria tra Ladislao I di Napoli e Sigismondo di Lussemburgo. I nobili ungheresi rivoltosi imprigionarono Sigismondo ad aprile 1401 e incoronò Ladislao come Re dell'Ungheria dell'agosto del 1403. Tuttavia, l'esercito di Ladislao fu sconfitto a Pápoc nel settembre 1403 e Makrai, che aveva sostenuto Ladislao fu imprigionato alla fine dell'anno. I suoi colleghi universitari organizzò la sua liberazione nel 1408 e, contro ogni aspettativa, ottenne il favore del re e diventò il suo fidato consigliere. Il cronista tedesco Eberhard Windeck evidenziò che Makrai fu mandato in missione diplomatica in Catalogna, Francia e Inghilterra.

## Missione in Polonia-Lituania

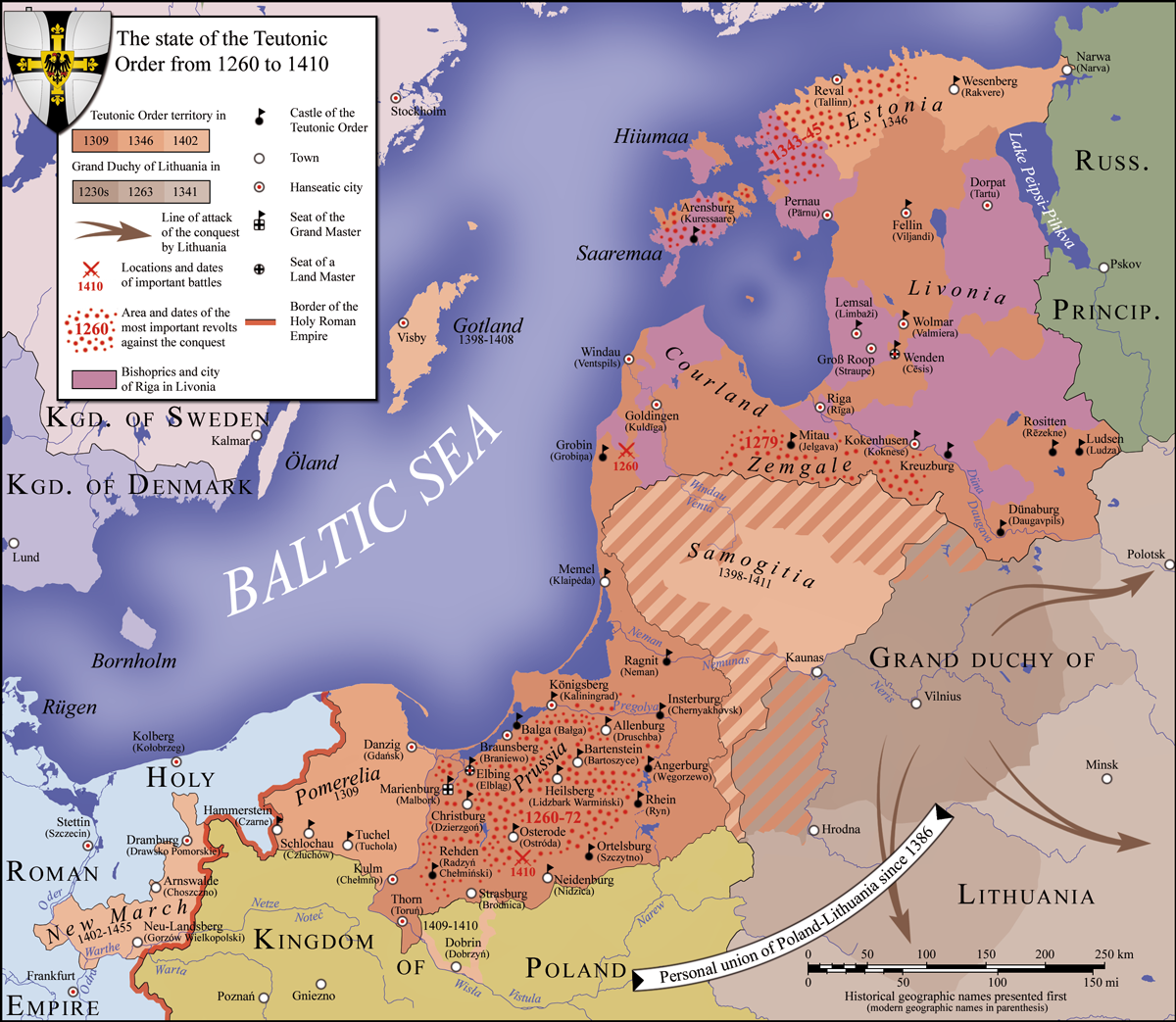
La mappa dell'Ordine teutonico tra il 1260 e il 1410: la Samogizia separava i due rami dei crociati (i teutonici in Prussia e l'Ordine livoniano in Livonia)

Dall'ottobre 1412 al giugno 1413, fu mandato nel Regno di Polonia e nel Granducato di Lituania come mediatore nella loro annosa disputa territoriale contro l'Ordine teutonico riguardante la Samogizia. Ufficialmente, il suo incarico era solo quello di indagare e determinare i confini meridionali e orientali della Samogizia che non erano mai stati definiti. Makrai arrivò prima a Marienburg, capitale dell'Ordine teutonico, dove ricevette un freddo benvenuto. Viaggiò quindi verso Trakai passando per Ragnit, dove il granduca Vitoldo organizzò un grande banchetto, investì Makrai e lo ricoprì di doni costosi, tra cui cintura e speroni d'oro.
La mediazione avvenne nel gennaio 1413 a Kaunas. L'Ordine presentò molti documenti, tra cui le donazioni del re Mindaugas che risalivano fino agli anni 1250 e 1260, che mostravano le numerose volte che la Samogizia fu consegnata a loro (la più recente fu il trattato di Raciąż del 1404). Riuscirono a estrarre da Vitoldo e da Jogaila una conferma, come pattuito nel trattato di Toruń (1411), la Samogizia sarebbe stata governata dalla Lituania solo temporaneamente, cioè solo fintanto che Vitoldo e Jogaila siano ancora in vita. Tuttavia, due giorni dopo, questa conferma fu contestata dai rappresentanti dei loro eredi – la figlia sposata di Vitoldo, Sofia, e la giovane figlia di Jogaila, Edvige. Argomentarono che Vitoldo e Jogaila non avevano il diritto di cedere la Samogizia senza il consenso dei loro eredi. Alla contestazione si unirono poi 14 nobili samogiti, i quali affermarono che la cessione non era valida senza il consenso della nobiltà, che godeva di molti privilegi e aveva il diritto di scegliere il loro sovrano.
Quando le negoziazioni dirette fallirono, Makrai tornò al suo scopo primario di determinare il confine. Entrambi i lati portarono numerosi documenti, testimoni e giurarono a sostegno della loro posizione. I punti critici erano Veliuona e Pieštvė, fortezze lituane distrutte durante la crociata lituana e ricostruite da Vitoldo, e Memel, castello teutonico dal 1252. Makrai lasciò la Lituania a fine febbraio e viaggiò in Polonia per indagare su varie rivendicazioni in Masovia. Gli furono presentate prove a favore del fatto che la Pomerelia con Danzica erano un tempo polacche. Raccolse anche la prova che l'Ordine teutonico non aveva ubbidito agli accordi precedenti, ad esempio quelli riguardanti il rilascio dei prigionieri, e mandò un paio di lettere ammonitrici al Gran maestro Heinrich von Plauen. Il 3 maggio 1413, Makrai giunse alla conclusione che la Samogizia comprendeva l'intera riva destra del fiume Nemunas, inclusa Memel (Klaipėda), e che dovrebbe quindi appartenere alla Lituania. L'Ordine teutonico rifiutò questa decisione e accusò Makrai di essere stato corrotto; avviarono una campagna per screditare sia Makrai sia i duchi lituani (inventarono una storia secondo la quale il nonno di Vitoldo Gediminas fosse in realtà uno stalliere di umili origini di Vytenis). Makrai completò la sua missione nel giugno 1413 lasciando tensioni crescenti tra gli schieramenti che culminarono nella breve ma devastante guerra della fame in estate 1414. La contesa territoriale fu risolta solo con il trattato di Melno nel 1422.

## Carriera successiva
Durante il concilio di Costanza, Makrai faceva parte di un piccolo gruppo di speciali consiglieri del re Sigismondo. Makrai inoltre accompagnò il re nel suo viaggio in Europa occidentale con la speranza di unire l'Europa cristiana ponendo fine allo Scisma d'Occidente e negoziando la pace nella guerra dei cent'anni tra la Francia e l'Inghilterra. In una lettera del marzo 1421 il re Sigismondo si rivolse a Makrai come l'amministratore dell'arcidiocesi di Eger e a giugno 1421 papa Martino V confermò il suo titolo onorario di Conte del Sacro Palazzo del Laterano (comes sacri Lateranensis palatii). Questa è l'ultima informazione disponibile su Makrai.